# Aril-aldeide deidrogenasi (NADP+)
La aril-aldeide deidrogenasi (NADP+) è un enzima appartenente alla classe delle ossidoreduttasi, che catalizza la seguente reazione:
una aldeide aromatica + NADP+ + AMP + difosfato + H2O ⇄ un acido aromatico + NADPH + H+ + ATP